# イージートロニック
イージートロニック（Easytronic）は、トランスアクスルを基にした自動化マニュアルトランスミッションの一種に対するオペルの商標である。一部のオペル車とボクスホール車で使われた。
イージートロニックはティプトロニックとは設計が異なる。イージートロニックはトルクコンバータを持っていない。根本的には従来のマニュアルトランスミッションであり、単板乾式クラッチを備える。イージートロニックは電子制御ユニット（ECU）によって制御される。
イージートロニックは一般的に、現代の小型前輪駆動車（コルサ1.0 & 1.2 & 1.3D、ティグラ1.4 90 ps、メリーバ1.6 & 1.8、アストラ1.4 & 1.6、ザフィーラ1.8 140 ps、ベクトラ/シグナム 1.8 140 ps）で使われる。
イージートロニックはZFフリードリヒスハーフェン社によって製造される。
イージートロニックシステムは、コンピュータが電気機械技術的手段を介してマニュアルギアボックスとクラッチを制御するのを可能にする。イージートロニック3.0では、フルオーマチックモードあるいはシーケンシャルセミオートマチックモードのいずれかでギアボックスを操作することができる。前者では、従来のオートマチックトランスミッションとよく似たように車は振る舞い、運転手の入力なしにギアが選択される。後者では、ギアセレクトレバーを使って運転手によって順次的（シーケンシャル）にギアを選択することができる。イージートロニックは低速での操縦のために、従来のオートマチックのような「クリープ」モードも提供する。
オペルのイージートロニックは、都市部の乗り手のための従来のオートマチックトランスミッションに対する低価格の代替機構であると宣伝されている。